# Liste der Naturdenkmale in Ilvesheim
| Naturdenkmale | Anzahl |
| ------------- | ------ |
| FND           | 0      |
| END           | 2      |
| Gesamt        | 2      |

Die Liste der Naturdenkmale in Ilvesheim nennt die verordneten Naturdenkmale (ND) der im baden-württembergischen Rhein-Neckar-Kreis liegenden Gemeinde Ilvesheim. In Ilvesheim gibt es insgesamt zwei als Naturdenkmal geschützte Objekte; keines ist ein flächenhaftes Naturdenkmal (FND), alle sind Einzelgebilde-Naturdenkmale (END).
Stand: 31. Oktober 2016.

## Einzelgebilde (END)
| Name                         | Bild     | Kennung     | Einzelheiten | Position | Fläche Hektar | Datum         |
| ---------------------------- | -------- | ----------- | ------------ | -------- | ------------- | ------------- |
| Platane vor evang. Kirche    | ND links | 82260360002 | Ilvesheim    | ⊙        | 0,0           | 26. Feb. 2004 |
| Stieleiche Ladenburgerstraße | BW       | 82260360001 | Ilvesheim    | ⊙        | 0,0           | 26. Feb. 2004 |
| Legende für Naturdenkmal     |          |             |              |          |               |               |